# Marie Cornu
Marie Cornu, née en 1958, est une juriste et directrice de recherche au CNRS française, spécialiste du droit du patrimoine culturel. Elle dirige ses recherches à l'Institut des sciences sociales du politique (ISP) .

## Biographie
Marie Cornu soutient sa thèse en 1994 en droit privé à l'Université Panthéon-Assas sous la direction de Denis Tallon . En 1995, elle entre au centre d'études et de coopération juridique internationale. En 2004, elle en devient directrice de la branche parisienne. Elle entre à l'Institut des sciences sociales du politique et se spécialise dans le droit du patrimoine culturel. Elle fait partie de la commission nationale française pour l’UNESCO.

## Publications

### Ouvrages
- Le droit culturel des biens. L’intérêt culturel juridiquement protégé, Bruylant, 1997.
- Dictionnaire comparé du droit d’auteur et du copyright (avec I. de Lamberterie, P. Sirinelli, C. Wallaert), CNRS, 2003.
- Droit, œuvres d’art et musées. Protection et valorisation des collections, CNRS, 2006.
- Droit et patrimoine culturel immatériel (sous la direction de Marie Cornu, Jérôme Fromageau et Christian Hottin), Paris, L'Harmattan, 2013.
- Avec Manlio Frigo, Maria Teresa Grassi, Alba Irollo et Brent Patterson, « Préservations et destructions en temps de guerre », Perspective, 2 | 2018, p. 57-82.
- Le droit des bibliothèques : règles et pratiques juridiques (avec M. Roellinger, É. Terrier et N. Wagener), Dalloz, 2021.

### Articles
- Avec Manlio Frigo, Maria Teresa Grassi, Alba Irollo et Brent Patterson, « Préservations et destructions en temps de guerre », Perspective, 2 | 2018, 57-82 [mis en ligne le 30 juin 2019, consulté le 28 janvier 2022. URL : http://journals.openedition.org/perspective/11106 ; DOI : https://doi.org/10.4000/perspective.11106].

## Honneurs et récompenses
- 2003 : Prix Francis-Durieux pour la direction du Dictionnaire comparé du droit d’auteur et du copyright, en collaboration avec Isabelle de Lambertie, Pierre Sirinelli et Catherine Wallaert.
- 2019 : Médaille d’argent du CNRS[5]